# Посљедњи дан (ТВ филм)
„Посљедњи дан” је југословенски ТВ филм из 1979. године. Режирао га је Владимир Фулгоси а сценарио је написао Бруно Профаца.

## Улоге
| Глумац        | Улога |
| ------------- | ----- |
| Ивица Видовић |       |